# Exocentrus holonigra
Exocentrus holonigra là một loài bọ cánh cứng trong họ Cerambycidae.